# قلعه دلیک ایوان
بقایای قلعه دلیک ایوان مربوط به عصر آهن است و در شهرستان ماهنشان، بخش انگوران، دهستان انگوران، شمال شرق روستای ایالو واقع شده و این اثر در تاریخ ۲۷ بهمن ۱۳۸۷ با شمارهٔ ثبت ۲۴۵۷۳ به‌عنوان یکی از آثار ملی ایران به ثبت رسیده است.